# 紹卡利斯基海峽

紹卡利斯基海峽（Пролив Шокальского）是俄羅斯的海峽，連接西面的拉普捷夫海和東面的東西伯利亞海，長約110公里、寬20至50公里，水深200至250米，全年大部分時間結冰。該海峽以俄羅斯海洋學家尤利·紹卡利斯基命名。
78°48′N 100°04′E / 78.800°N 100.067°E